# Hof van Twente
Hof van Twente és un municipi de la província d'Overijssel, al centre-est dels Països Baixos. L'1 de gener de 2009 tenia 35.228 habitants repartits per una superfície de 215,44 km² (dels quals 2,41 km² corresponen a aigua). Limita al nord amb Wierden, al nord-oest amb Rijssen-Holten, al nord-est amb Almelo i Borne, a l'est amb Hengelo i al sud amb Lochem (Gelderland), Berkelland (Gelderland) i Haaksbergen.

## Centres de població
| Nom        | Població |
| ---------- | -------- |
| Goor       | 11.460   |
| Delden     | 6.920    |
| Markelo    | 3.600    |
| Diepenheim | 1.900    |
| Hengevelde | 1.500    |
| Bentelo    | 730      |
| Font: CBS  |          |

Altres nuclis:
| - Elsen (760, amb cases disperses) - Stokkum (730, amb cases disperses) - Wiene (520, amb cases disperses) - Zeldam (510, amb cases disperses) - Markelosebroek (430, amb cases disperses) - Deldenerbroek (420, amb cases disperses) - Herike (370, amb cases disperses) - Markvelde (320, amb cases disperses) |  | - Kerspel Goor (230, amb cases disperses) - Deldeneresch (200, amb cases disperses) - Azelo (170, amb cases disperses) - Elsenerbroek (140, amb cases disperses) - Achterhoek - Pothoek - Stokkumerbroek |

## Ajuntament
El consistori municipal consta de 25 membres, format des del 2006 per:
- CDA (9 regidors)
- PvdA (7 regidors)
- VVD (4 regidors)
- Gemeentenbelangen (3 regidors)
- Burger Partij Hof (1 regidor)
- Fraktie Bens (1 regidor)